# Huitzuco
Huitzuco è un centro abitato del Messico, situato nello Stato di Guerrero, capoluogo del comune di Huitzuco de los Figueroa.